# 30 Hudson Street
30 Hudson Street (произносится 30 Ха́дсон-стрит) — офисный небоскрёб, расположенный по адресу: 30 Хадсон-стрит, Джерси-Сити, Нью-Джерси, США. Высота — 238 метров, 42 этажа. Занимает 61-ю строчку в списке самых высоких зданий США, самое высокое здание города и штата с 2004 года по 2018 год. Сегодня второе по высоте в городе, так как было построено здание 99 Хадсон Стрит  высотой 274 метра и 79 этажей. Также известно под названием Goldman Sachs Tower (рус. Башня Goldman Sachs).

## Описание
Здание выстроено на берегу реки Гудзон в 1,3 километрах от Нью-Йорка (район Нижний Манхэттен), находящегося в соседнем штате. Основную площадь помещений небоскрёба занимают офисы, но кроме того внутри находятся кафетерии, фитнесс-клуб и полноценная клиника физиотерапии. На первом этаже расположены отделения холдинговой компании Provident Bank of New Jersey и ресторан Così — к ним обеспечен свободный доступ посетителей. Первоначально компания Goldman Sachs планировала полностью владеть этим небоскрёбом, но финансовый кризис вынудил её сдавать часть офисов арендаторам, крупнейшим из которых является Королевский банк Канады. В 2009 году Goldman Sachs открыла свою штаб-квартиру в новом небоскрёбе, 200 West Street, расположенном на другом берегу реки в Нижнем Манхэттене. Используя «венецианскую стратегию», компания имеет специальный договор с транспортной компанией NY Waterway, которая перевозит сотрудников Goldman Sachs от одного здания к другому, из одного штата в другой.

Вдоль небоскрёба со стороны реки обустроены удобные защищённые пешеходные дорожки.

Здание сертифицировано Руководством по энергоэффективному и экологическому проектированию версии 2.0.
Основные параметры
- Строительство — с 2001 по 2004 год
- Высота — 238,1 метров (некоторые источники также заявляют о высоте 242,6 и даже 250,2 метра)
- Этажность — 42 этажа
- Площадь помещений — 148 644 м²[3]
- Лифтов — 36
- Парковка — 1231 машино-место
- Владелец — Goldman Sachs
- Архитектор — Сесар Пелли и Adamson Associates Architects
- Главный инженер — Торнтон Томасетти[англ.]
- Главный подрядчик — Turner Construction[англ.]
- Стоимость строительства — 650 млн долларов[4]

## История
Строительство небоскрёба началось в 2001 году на месте снесённой в 1985 году фабрики Colgate. К тому времени на её месте осталась достопримечательность — восьмиугольные часы диаметром 15 метров. Они были аккуратно перемещены и сейчас находятся в ста метрах от небоскрёба. Строительство здания закончилось в 2004 году. Туда въехали на работу около 4000 сотрудников Goldman Sachs. Многие офисы долго пустовали после сдачи здания в эксплуатацию, в частности, минимум до начала 2008 года оставались пустыми верхние тринадцать этажей.

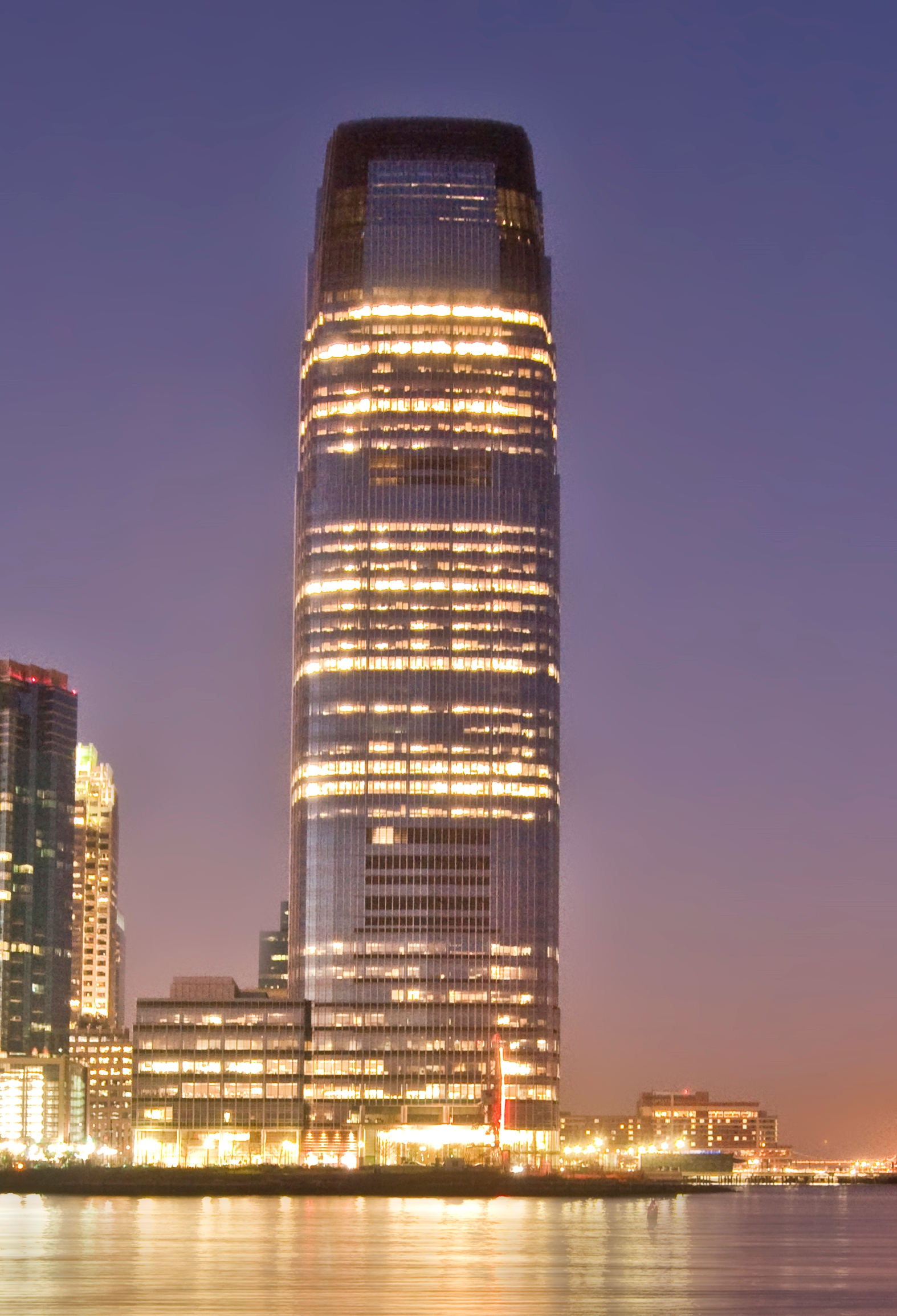
Фото 2009 года
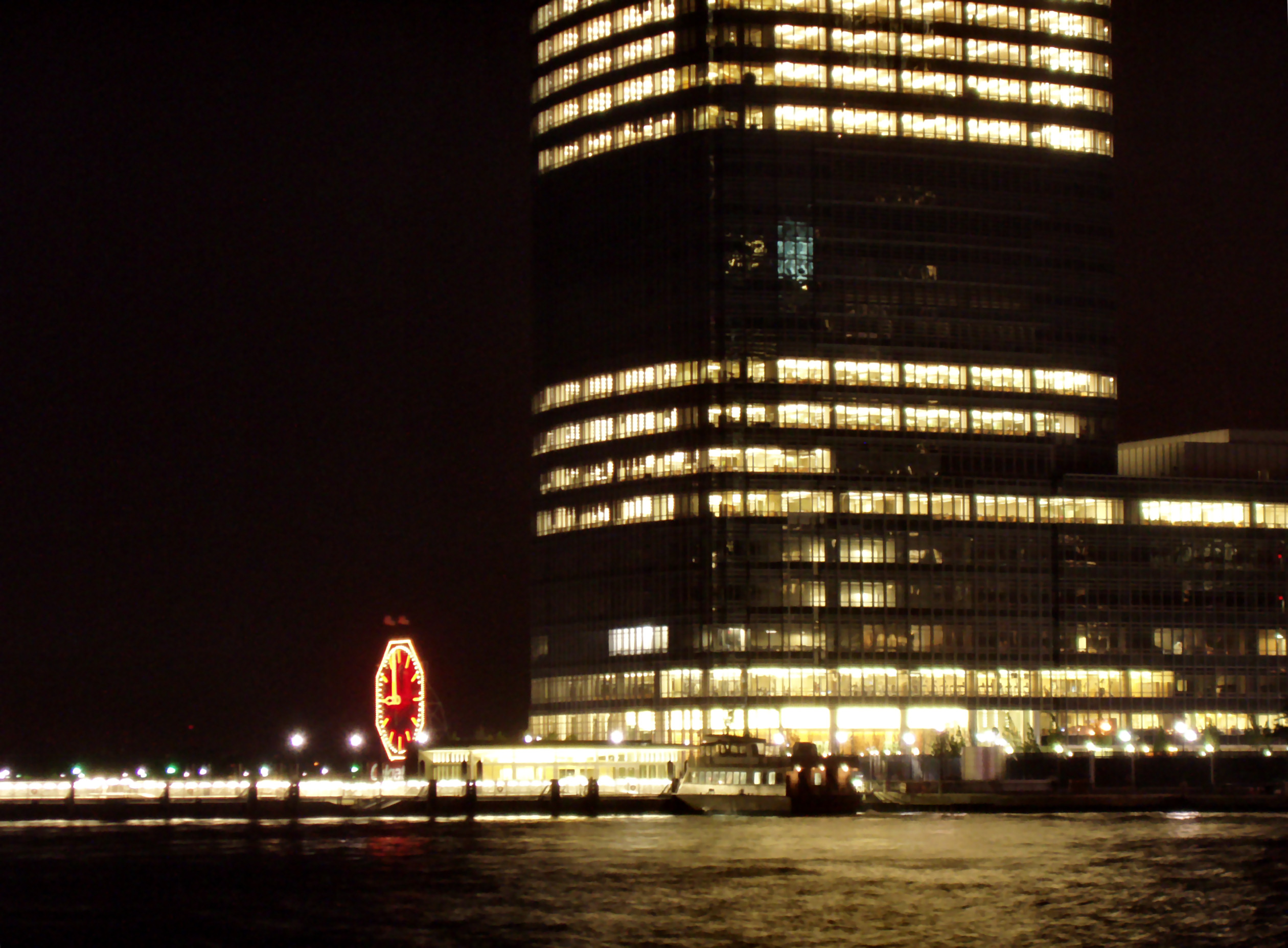
Часы Colgate на фоне небоскрёба